# Les Textiles
Pour plus de détails, voir Fiche technique et Distribution.
Les Textiles est un film français réalisé par Franck Landron, sorti en 2004.

## Synopsis
Sophie et Olivier tiennent une boulangerie à Paris et mènent une existence routinière, rythmée par des horaires contraignants. Au point que Sophie a le sentiment que son mari, qui consacre ses rares temps libres à dormir, ne fait plus vraiment attention à elle. Un jour, une petite annonce affichée dans la boutique attire l'attention d'Olivier. Il y est question d'une maison de vacances en propriété partagée, située sur une petite île de Méditerranée et vendue à un prix ridiculement bas. Le couple entre alors en contact avec les excentriques propriétaires Paul et Colette, et concluent l'affaire. Mais une surprise attend Sophie l'été suivant quand elle débarque dans l'île avec ses enfants, Laure et Nono...
Ils se retrouvent sur un "Espace Naturiste" très éloigné de leur monde.

## Fiche technique
- Titre : Les Textiles
- Réalisation : Franck Landron
- Scénario : Gilles Cahoreaux
  - Adaptation : Christian Vincent et Franck Landron
  - Dialogue : Christian Vincent et Franck Landron
- Montage :	Louise de Champfleury et Franck Nakache
- Son : Guillaume Valeix
- Mixage : Emmanuel Croset
- Régie : Julien Selleron
- Production : Sébastien Labadie et Franck Landron
- Société de production : Les Films en Hiver
- Pays d'origine :  France
- Format : couleur - Dolby Stéréo - 35 mm
- Durée : 92 minutes
- Date de sortie : 9 juin 2004

## Distribution
- Barbara Schulz : Sophie
- Alexandre Brasseur : Olivier
- Magali Muxart : Juliette
- Simon Bakhouche : Gilbert
- Félix Landron : Nono
- Zoé Landron : Laure
- Angélique Thomas : Adeline
- Philippe Cura : Jacky
- Xavier Aubert : Aubry
- Jackie Berroyer : Paul
- Sonia Vollereaux : Colette
- Emmanuelle Bataille : Corinne
- Dominique Frot : la cliente moralisatrice au supermarché